# Fotograf

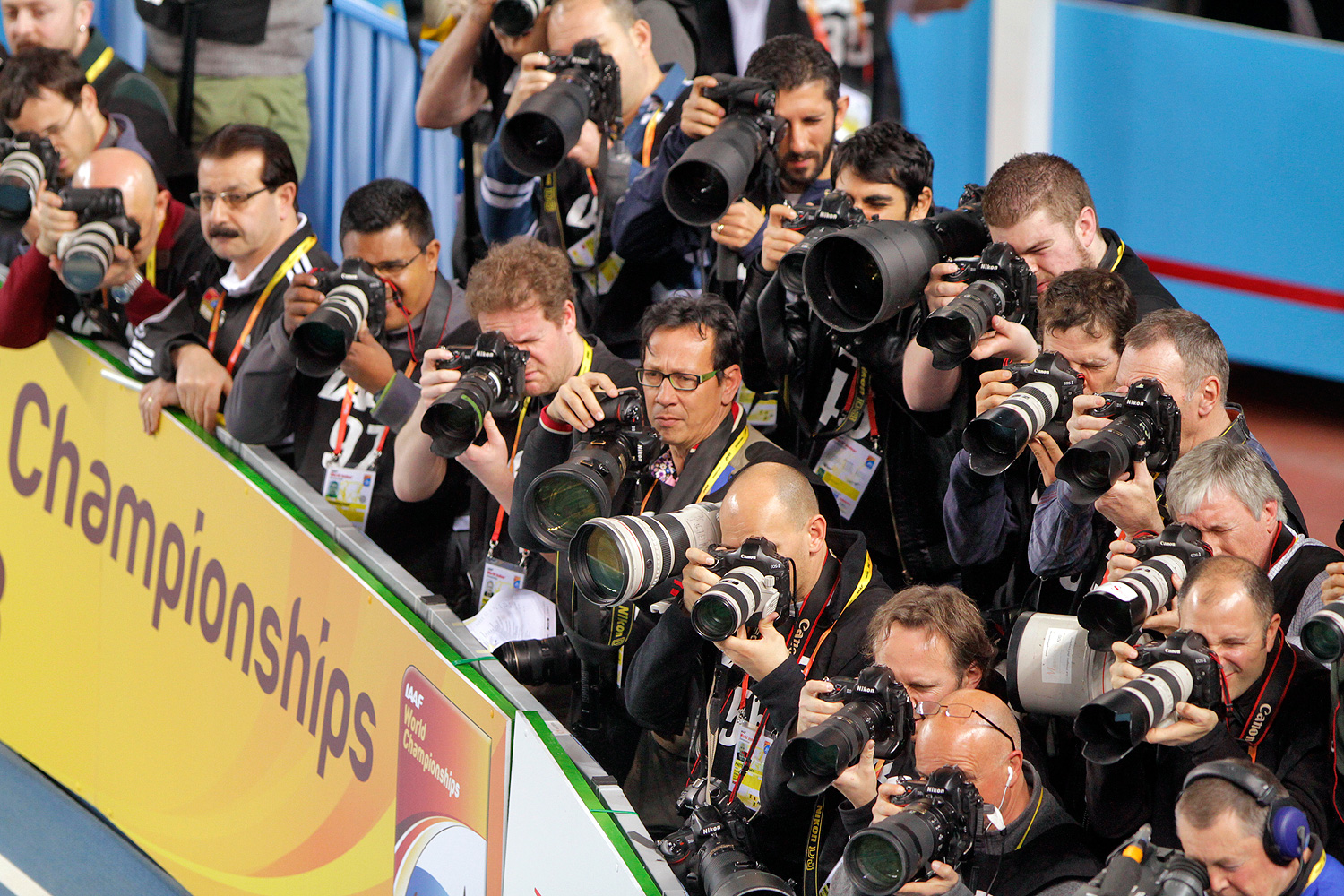
Fotografen bei den Leichtathletik-Hallenweltmeisterschaften 2012

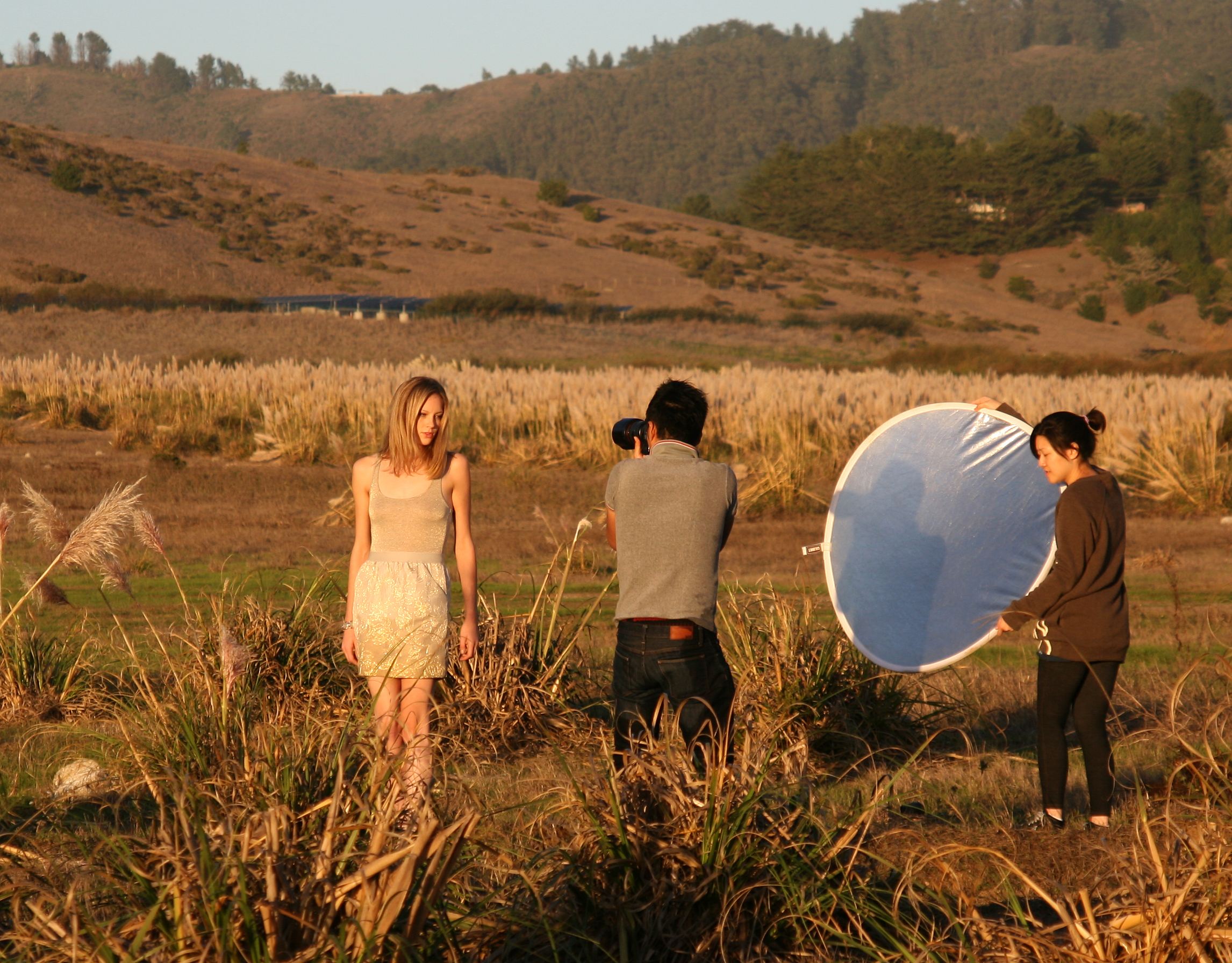
Professionelle Modefotografie (2009)

Ein Fotograf oder Photograph (auch veraltet Lichtbildner),  beziehungsweise eine Fotografin, ist eine Person, die Fotografien anfertigt. Fotografen gestalten statische oder bewegte Bilder für verschiedene Zwecke. Der Oberbegriff umfasst beispielsweise Berufszweige wie Architekturfotografie, Eventfotografie, Industriefotografie, Landschaftsfotografie, Laufbildfotografie, Luftbildfotografie, Modefotografie, Porträtfotografie, Produktfotografie, Fotojournalismus, Standbildfotografie, Unterwasserfotografie, Werbefotografie, wissenschaftliche Fotografie, Künstlerische Fotografie etc. In Deutschland und der Schweiz gibt es auch den staatlich anerkannten Ausbildungsberuf Fotograf.

## Berufliche Praxis und Tätigkeitsfelder
Fotografen halten mit dem Fotoapparat individuelle Eindrücke von Menschen oder der Natur, von Ereignissen oder von Gegenständen fest. Häufig spezialisieren sie sich auf einen Bereich wie Porträt-, Mode-, Werbe-, Presse- oder Wissenschaftsfotografie. Sie beherrschen den ganzen Ablauf fotografischer Erzeugnisse von der Ideenfindung und Planung, Beleuchtung und Inszenierung bis zur Aufbereitung der resultierenden Bilder für alle Wiedergabemöglichkeiten. Fotografen arbeiten in der Regel freiberuflich oder sind im fotografischen Gewerbe oder in öffentlichen Einrichtungen tätig.
Große Zeitungsverlage beschäftigen eigene Pressefotografen. Mitunter sind sie auch im Fotoeinzelhandel, in industriellen Großlabors oder in Großraumstudios beschäftigt. Darüber hinaus bieten Pressedienste und -agenturen, Bildarchivdienste, Werbe- und Medienagenturen sowie Film- und Fernsehproduktionen entsprechende Beschäftigungsmöglichkeiten an.
Die Qualität der Aufnahmen beruht zum großen Teil auf Erfahrung und Vorbereitungsarbeit des Fotografen. Kamera, Film, Objektiv, Beleuchtung und das Motiv müssen aufeinander abgestimmt werden. Die digitale Bildnachbearbeitung bildet heute im digitalen Zeitalter einen wichtigen Anteil an der Berufsausübung. Im Freien arbeiten Fotografen unter optimaler Ausnutzung des natürlichen Lichts, an der ausgesuchten „Location“ oder im Studio mit Beleuchtung, und mit entsprechender Dekoration, die so aufwendig wie ein Szenenbild gestaltet sein kann. Das häufigste Tätigkeitsfeld dürfte die inszenierte Fotografie sein.
FotoassistentenFotoassistenten entlasten Fotografen durch Vor- und Nachbereitung anfallender Arbeiten und führen teilweise selbst Aufnahmen unter Anweisung durch. Siehe hierzu Kameraoperateur und Fotoassistent.

## Ausbildung

### Deutschland
In Deutschland ist Fotograf ein anerkannter Ausbildungsberuf nach der Handwerksordnung (HwO).
Diese bundesweit geregelte 3-jährige Ausbildung wird im Handwerk in den folgenden Schwerpunkten angeboten:
- Porträtfotografie
- Produktfotografie
- Industrie- und Architekturfotografie
- Wissenschaftsfotografie

Neben der traditionellen handwerklichen
- staatlich anerkannten Berufsausbildung mit Abschlussprüfung als Geselle oder
- HWK-Abschlussprüfung

besteht die Möglichkeit rein schulischer Ausbildung:
- Abschlussprüfung an einer Berufsfachschule in Deutschland oder
- künstlerisches Studium an einer Hochschule (Akademie, Kunsthochschule) oder Fachhochschule oder
- ein wissenschaftliches Studium der Fototechnik zum Photo-Ingenieuren Bachelor of Engineering (B.Eng.).

Weiterbildung
Nach einer grundständigen fotografischen Ausbildung besteht die Möglichkeit der Weiterbildung zum Meister in Fotografie (auch Fotografenmeister) oder durch ein Weiterbildungsstudium an einer höheren Fachschule zum staatlich geprüften Techniker der Fachrichtung Fototechnik.
Im künstlerischen Bereich gibt es als Weiterbildung den Studiengang Master of Arts (M.A.), die künstlerische Meisterklasse oder ein Meisterschülerstudium.
Im wissenschaftlichen Bereich gibt es den Studiengang Master of Engineering (M.Eng.).

### Schweiz

#### Fotograf (Lehrberuf)
Die Ausbildung zum Fotografen dauert in der Schweiz vier Jahre.

#### Dipl.-Fotodesigner
Neben der Berufslehre zur Fotografin, zum Fotografen gibt es auch die Möglichkeit der Ausbildung zum/zur Dipl. Fotodesigner, eine höhere Fachprüfung. Die Ausbildung dauert drei Jahre, wovon zwei Jahre Praktikum sind, und richtet sich insbesondere auch an Quereinsteiger. Einschlägige Vorbildung (insbesondere die Lehre als Fotograf) kann angerechnet werden.

#### Studium
- Bachelor of Arts in Fotografie an der Zürcher Hochschule der Künste (ZHdK), 3 Jahre

### Österreich
In Österreich ist Fotografie seit Dezember 2013 ein freies Gewerbe (BGBl. I Nr. 212/2013). Jeder kann durch eine Gewerbeanmeldung das Gewerbe des Berufsfotografen ausüben.
In Wien gibt es folgende akademische Ausbildungsrichtungen:
- 5-jährige Höhere Lehranstalt oder 2-jähriges Kolleg an der Höhere Graphische Bundes-Lehr- und Versuchsanstalt
- 4-jähriges Diplomstudium an der Universität für angewandte Kunst

## Berufsausübung und Berufsbezeichnung

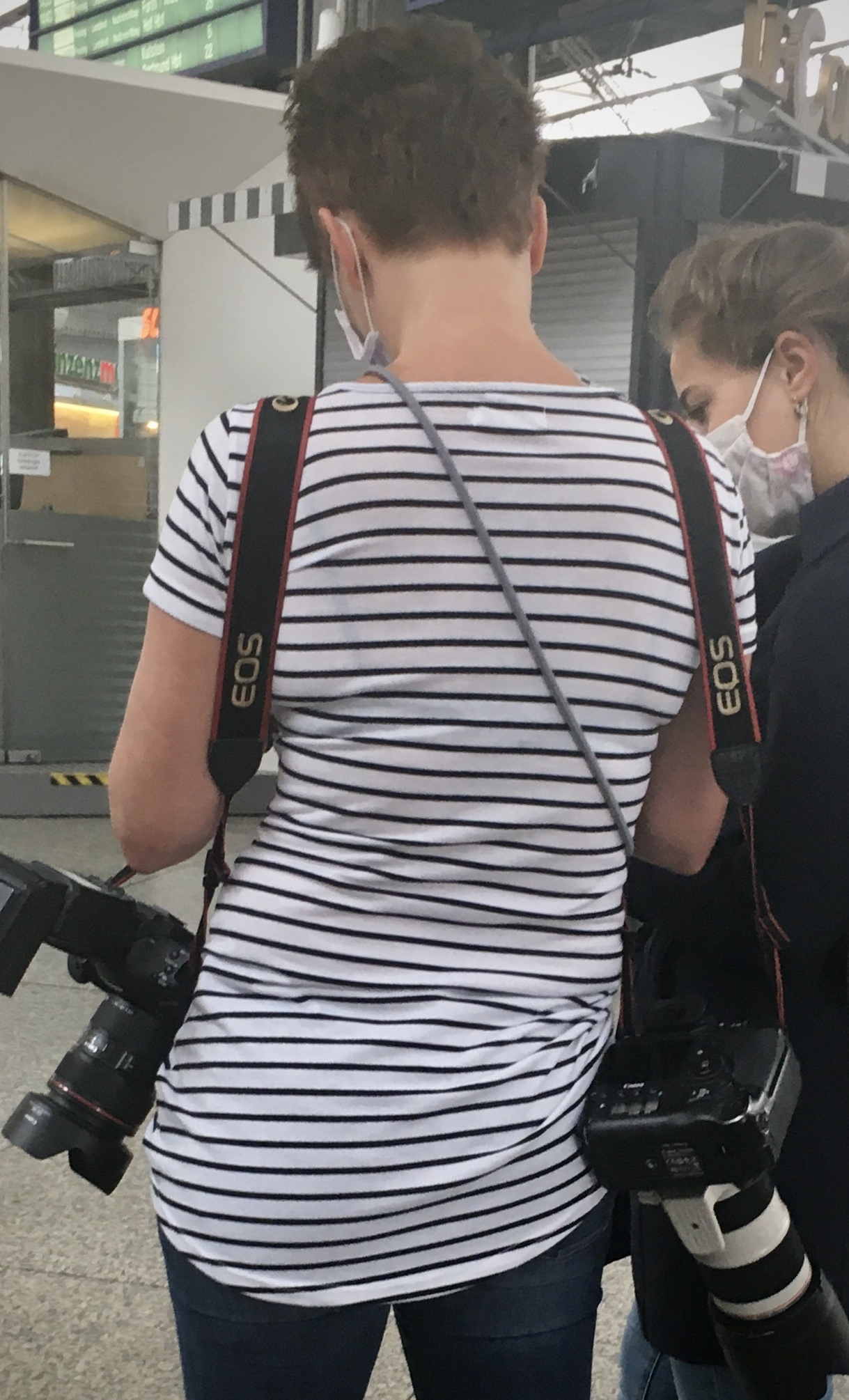
Professionelle Fotografin mit Assistentin

Fotograf im engeren Sinne ist die Berufsbezeichnung des Lichtbildners. Der Beruf des Lichtbildners, heute Fotograf genannt, ist in Deutschland, in Österreich und in der Schweiz eine Berufsbezeichnung, die nach einer staatlich geregelten Berufsausbildung vergeben wird.
Professionelle Lichtbildner mit einer anderen Ausbildung führen dementsprechend andere geschützte Berufsbezeichnungen wie Diplom-Foto-Designer, Fototechniker oder Fotodesigner (staatlich geprüft). Auch die Berufsbezeichnungen Fotografenmeister, Staatl. gepr. Techniker und der Titel Meister können nur nach einer entsprechenden Berufsausbildung sowie einer zusätzlichen Weiterbildung geführt werden; sie sind geschützt (FS-Ordnung sowie HwO § 51, § 117).
Dagegen sind die Bezeichnungen Foto-Designer, Bildermacher, Bildreporter, Fotojournalist, Bildberichterstatter oder Fotografiker nicht geschützt.
Seit dem 1. Januar 2004 gehört in Deutschland der Beruf laut Anlage B der Handwerksordnung zu den zulassungsfreien Berufen (§ 18 Abs. 2), was bedeutet, dass die Berufsfotografie auch ohne Nachweis einer Meisterausbildung ausgeübt werden darf. Durch die Novellierung der Handwerksordnung dürfen auch Autodidakten die gewerbliche Berufsfotografie ausüben. Ohne Gesellenabschluss jedoch dürfen sie sich nicht als Fotograf bezeichnen und dürfen nicht ausbilden (HwO). Hiervon bleiben die journalistisch oder künstlerisch tätigen Bildermacher unberührt.
Um den Titel Fotograf zu führen, ist ein Gesellenabschluss nach HWK von Nöten.
In Österreich zählt die Bezeichnung Berufsfotograf seit dem 18. Dezember 2013 zu den freien Gewerben, nachdem der Verfassungsgerichtshof am 27. November 2013 erkannte, dass der bisher geltende § 94 Z 20 GewO 1994 (reglementiertes Gewerbe Berufsfotograf) wegen Verstoßes gegen das Recht auf Freiheit der Erwerbsbetätigung verfassungswidrig war. Eine Beschränkung des Gewerbes ließe sich im Zeitalter der digitalen Fotografie nicht mehr durch die einst zur Beschränkung führenden Gründe (etwa den Umgang mit Chemikalien) halten.

## Organisationen
Es gibt verschiedene Interessengemeinschaften und Berufsverbände für professionelle Fotografen.

### Interessenverbände
Deutschland
- Deutsche Gesellschaft für Photographie – (DGPh)
- Deutsche Fotografische Akademie – (DFA)

ÖsterreichPhotographische Gesellschaft – (PhG)

### Fachverband-Körperschaft des öffentlichen Rechts
DeutschlandBundesinnungsverband, Dachorganisation von Landesinnungsverbänden und Innungen: Centralverband Deutscher Berufsfotografen – (CV)
ÖsterreichBerufsfotografen Österreichs
SchweizSchweizer Berufsfotografen und Fotodesigner SBF

### Freie Berufsverbände
Deutschland
- BFF Berufsverband Freie Fotografen und Filmgestalter
- Freelens – nach Mitgliederzahl größte Berufsvereinigung von Bildjournalisten in Deutschland

SchweizVereinigung fotografischer BildgestalterInnen (VfB)

## Amateurfotograf

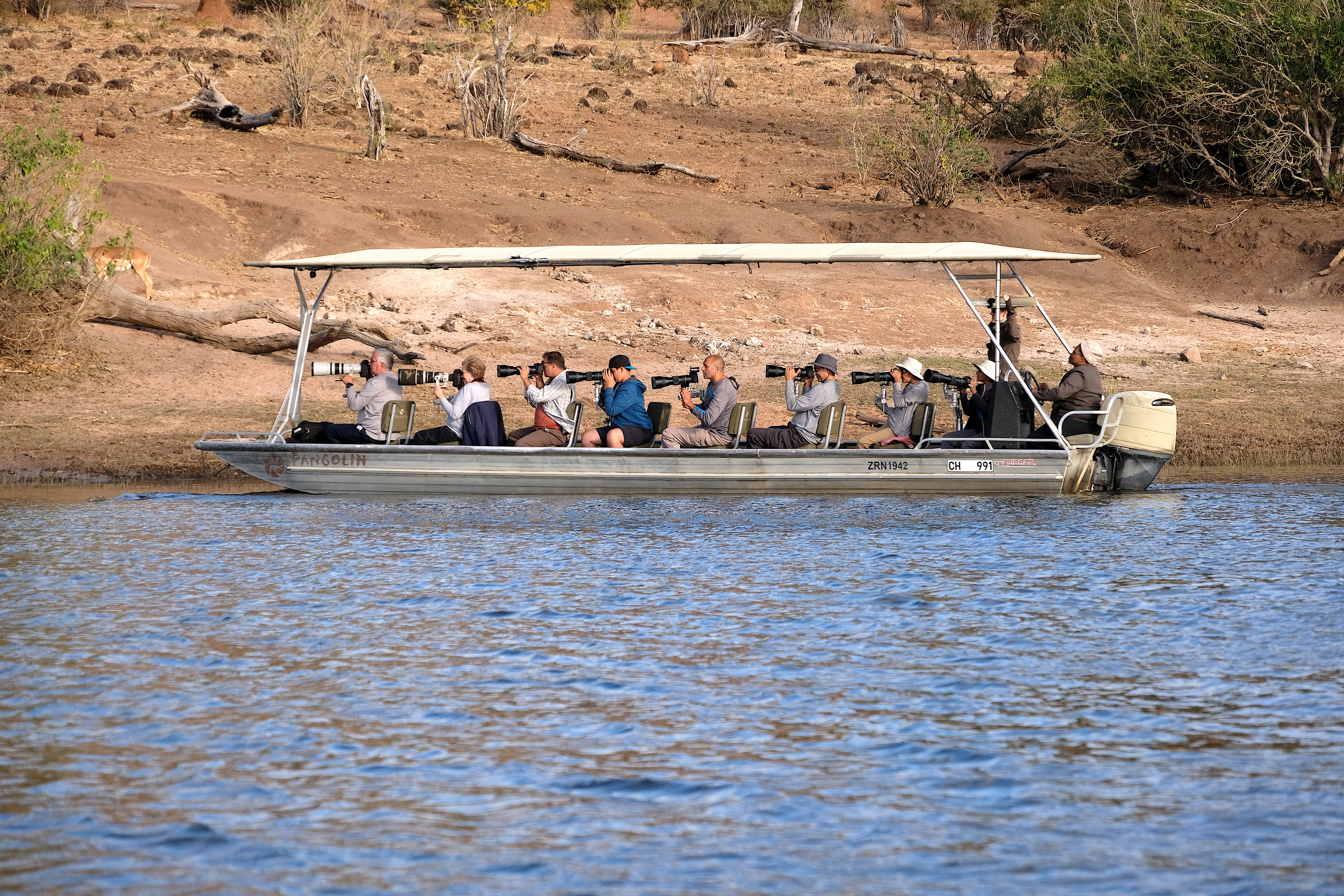
Hobby-Fotografen beim fotografieren wilder Tiere am Chobe

Dank der Weiterentwicklung von Kameratechnik und Bildbearbeitungsprogrammen und der damit verbundenen Möglichkeit, auch als Amateur gute Fotos zu schaffen, gibt es immer mehr ambitionierte Hobby-Fotografen. Zum Teil veröffentlichen sie ihre Fotos auf Plattformen wie Flickr oder Instagram. Viele Amateure nehmen auch an Fotowettbewerben teil um ihr Können zu zeigen. Bei Fotowettbewerben gibt es mitunter kaum qualitative Unterschiede der Fotografien von Profis und Amateuren.